# Kitagata
Kitagata (jap. 北方町 Kitagata-chō) – miasto w Japonii, na wyspie Honsiu, w prefekturze Gifu. Według danych na rok 2020 miejscowość zamieszkiwało 18 139 mieszkańców , a gęstość zaludnienia wyniosła 3501,7 os./km².